# École supérieure de chimie, physique, électronique de Lyon
Pour les articles homonymes, voir CPE.
L’École supérieure de chimie, physique, électronique de Lyon, communément désignée sous l'acronyme CPE Lyon (ou parfois ESCPE Lyon), est une école d'ingénieurs française spécialisée en chimie et en sciences du numérique, située sur le campus de la Doua (Villeurbanne, métropole de Lyon).
Elle est née en 1994 de la fusion de deux écoles : l’Institut de chimie physique industrielle (ICPI), fondé en 1919, et l’École supérieure de chimie industrielle de Lyon (ESCIL), fondée en 1883.

## Présentation générale
CPE Lyon est une école privée sous tutelle de la Chambre de commerce et d'industrie de Lyon, la Fondation scientifique de Lyon et du Sud-Est et l’Institut catholique de Lyon. Elle est également rattachée à l'université Lyon I. Elle est membre du pôle  de recherche et d'enseignement supérieur (PRES) de l'Université de Lyon.
L’école est située sur le campus de la Doua à Villeurbanne (Rhône) et accueille environ 400 nouveaux élèves chaque année (données 2020).

## Histoire

Premier logo

Logo de 2009 à 2019

Logo actuel

En 1883, l’école supérieure de chimie industrielle de Lyon (ESCIL) est fondée par Jules Raulin, ancien élève de Louis Pasteur. En 1919, Victor Grignard, lauréat du prix Nobel de chimie 1912, devient le directeur de l’ESCIL. En 1919, l’institut de chimie et physique industrielles de Lyon (ICPI) est fondé par le Professeur Lepercq. En 1934, le Ministère de la Guerre décerne la Légion d'honneur à l’ESCIL, pour services rendus à la Nation. En 1946, Marcel Prettre, fondateur de l’institut de recherches sur la catalyse (IRC), est nommé directeur de l’ESCIL.
En 1993, Hubert Curien, ancien directeur du CNES, ancien président du CERN et ancien ministre de la Recherche est nommé président de l’ESCIL. En 1994, l’ESCIL et l’ICPI fusionnent pour fonder l’école supérieure chimie physique électronique de Lyon (CPE Lyon). En 2005, Jean Dercourt, secrétaire perpétuel de l’Académie des sciences, en devient le Président. En 2009, l'école modernise son logo, elle n'en avait pas changé depuis sa création en 1994. Une seconde modification est effectuée en juin 2019, avec l'adjonction de la signature « Live and Discover »,. En 2011, Bernard Bigot devient Président de CPE Lyon. En juillet 2020, c'est Bertrand Neuschwander, venu de l'industrie, qui prend la Présidence du Conseil d'Administration.

## Formation

### Classes préparatoires associées
CPE Lyon propose des classes préparatoires associées à l'Institution des Chartreux. Elles sont situées dans le quartier de Saint-Just et ont la particularité d’appliquer le même programme que les CPGE « classiques ». L’admission à l’école se fait par contrôle continu durant la 2e année.

### Études d'ingénieur
L'école délivre cinq diplômes d'ingénieur, dans deux domaines : chimie-procédés et sciences du numérique.
Les diplômes proposés :
- Chimie Génie des Procédés (CGP) – environ 150 élèves par promotion
- Génie des procédés industriels (GPI) - environ 15 élèves par promotion-, en alternance en partenariat avec le centre de formation Interfora IFAIP
- Electronique, Télécommunications et Informatique (ETI) – environ 120 élèves par promotion
- Informatique et Réseaux de Communication (IRC), en alternance en partenariat avec l'ITII Lyon – environ 80 élèves par promotion.
- Informatique et CyberSécurité (ICS), sous statut étudiant la 1re année, puis en alternance pendant deux ans, en partenariat avec l'ITII de Lyon - environ 40 élèves par promotion

La première année de la filière CGP est réservée à un enseignement général de la chimie :
- Chimie analytique
- Chimie organique
- Génie des procédés
- Catalyse

De la même manière, la première année de la filière SN est réservée à un enseignement général en électronique et informatique :
- Électronique des systèmes linéaires
- Mathématiques appliquées
- Traitement du signal et image
- Programmation orientée objet et algorithmique

La deuxième année se compose de deux parties : une première partie continuant l’enseignement général, la seconde où les élèves peuvent choisir une première spécialisation.
En dernière année, les élèves doivent choisir parmi les suivantes une spécialisation majeure :
En Chimie - Génie des Procédés :
- Sciences du vivant et santé
- Formulation et mise en œuvre des solides divisés
- Chimie et procédés appliqués à l’environnement
- Génie des procédés

En Électronique, Télécommunications et Informatique :
Depuis 2014, la spécialisation se choisit en milieu de quatrième année parmi les suivantes :
- Robotique et système embarqué
- Traitement d'image et algorithmie
- Réseaux et Télécommunications
- Électronique
- Informatique de service

En Informatique et réseaux de communications :
- Systèmes d'information distribués
- Informatique embarquée
- Réseaux et télécommunications

Le cursus de CPE Lyon permet aux étudiants d’effectuer une année de césure entre la 2e et 3e année d’ingénieur que ce soit à l’étranger ou en France. Environ 80 % des étudiants de CPE Lyon effectuent cette année de césure par un stage en entreprise.
CPE Lyon a été une des premières écoles à instituer le programme d’année en entreprise en France ou à l'étranger. L'école a aussi un réseau de partenariat étendu avec plus de 110 universités et écoles étrangères où les élèves de dernière année peuvent effectuer une année d'échange ou obtenir un double diplôme.
D'après le classement établi par L'Etudiant en 2024, CPE Lyon se classe 39e (sur 170) des écoles d'ingénieurs toutes filières confondues, tandis que le classement de L'Usine nouvelle 2023, plus orienté sur l'insertion professionnelle et sur la proximité avec les entreprises, la classe 26e (sur 131) des écoles d’ingénieurs  (post bac et post classes préparatoires).

## Anciens élèves[7]
Scientifiques célèbres
- Yves Chauvin (Promotion ESCIL 1954) : Prix Nobel de Chimie 2005, membre de l'Académie des Sciences, spécialiste de chimie organique ;
- Patrick Flandrin (Promotion ICPI 1978) : Membre de l'Académie des Sciences depuis 2010, élu Président de l'Académie des Sciences fin 2020, médaille d'argent du CNRS 2010, spécialiste du traitement du signal ;
- Jean Jouzel (Promotion ESCIL 1968) : médaille d'or du CNRS 2002, spécialiste de climatologie, auteur et vice-président du GIEC ;
- Jean-Marie Basset (Promotion ESCIL 1965) : Membre de l'Académie des Sciences depuis 2002, spécialiste en catalyse, auteur de plus de 500 publications et de 50 brevets ;
- Jean Fréchet (Promotion ICPI 1966) : Professeur à University of California, Berkeley, Japan Prize 2013.

Entrepreneurs et industriels
- Emily Leproust (Promotion CPE 1995): Fondatrice de la compagnie Twist Bioscience, spécialisé en synthèse biologique ;
- Laurent de la Clergerie (Promotion ICPI 1994) : Fondateur de ldlc.com, site spécialisé dans la vente de matériel informatique en ligne ;
- René Pich (Promotion ICPI 1962) : Cofondateur et président directeur général de SNF Floerger, leader mondial des polyacrylamides ;
- Bruno Bonnell (Promotion ESCIL 1981) : Multi-entrepreneur dans l'industrie du numérique (cofondateur d'Infogrames, fondateur de Robopolis), président du conseil d'administration de EM Lyon Business School, élu en 2017 député de la sixième circonscription du Rhône sous l'étiquette La République en marche ! ;
- Pierre Burelle (Promotion ESCIL 1935) : Fondateur de Plastic Omnium, grand équipementier automobile français ;
- Marcel Mérieux (Promotion ESCIL 1891) : Fondateur de l'Institut Mérieux ;
- Pierre Decitre (Promotion ICPI 1963) : contribua à développer la librairie lyonnaise Decitre ;
- Marcelle Lafont (Promotion ESCIL 1935) : membre du conseil d'administration de l'entreprise Adolphe Lafont ;
- Aiman Ezzat (Promotion ICPI 1983) : Directeur général de Capgemini.

Autres
- Jean-Christophe Rolland (Promotion ICPI 1991) : Médaille d'or aux Jeux Olympiques d'aviron en 2000 ;
- Jean-Paul Boutellier (Promotion ESCIL 1969) : Cofondateur de Jazz à Vienne, festival de Jazz de renommée internationale, et ex-directeur général de PCAS.